# Хоэфоры
«Хоэфо́ры», в некоторых переводах «Же́ртва у гро́ба», «Пла́кальщицы» (греч. Χοηφόροι) — трагедия древнегреческого драматурга Эсхила, поставленная на сцене в 458 году до н. э. Она входила в тетралогию «Орестея» наряду с трагедиями «Агамемнон» и «Эвмениды» и утраченной сатировской драмой «Протей».